# ليلي آغ
ليلي ماريا فيبي آغ (من مواليد 17 ديسمبر 1993) هي لاعبة كرة قدم تلعب مع نادي برمنغهام سيتي ومنتخب أيرلندا الوطني للسيدات، درست في جامعة برايتون وحصلت على شهادة التدريس. إلى جانب مسيرتها الكروية، تعمل محاضرة رياضية في أكاديمية 1 الرياضية في إسكس.

## وقت مبكر من الحياة
نشأت في إيستبورن مع والدتها روث وثلاثة أشقاء، التحقت بمدرسة بيشوب بيل وبدأت لعب كرة القدم للشباب في إيستبورن بورو عندما كانت في الخامسة من عمرها، قبل أن تنضم إلى بوليجيت جراسهوبرز عندما كانت في الحادية عشر، بعد ذلك، خاضت بعض التجارب مع تشيلسي وأرسنال وانتهى بها الأمر بالانضمام إلى نادي أرسنال.

## مهنة النادي

### ارسنال
بعد الابتعاد عن منزلها في الجنوب الشرقي، انضمت إلى أكاديمية أرسنال، وتمكنت من الانضمام إلى الفريق الأول، لكنها لم تشارك إلا في عدد قليل من المباريات. ورفضت عرض التعاقد معها بدوام كامل من أرسنال، مفضلة إعطاء الأولوية لدراستها الجامعية.

### برايتون وهوف ألبيون
بدأت مسيرتها المهنية في نادي مسقط رأسها، برايتون وهوف ألبيون، والذي انضمت إليه في البداية في مستوى تحت 12 عامًا في مركز برايتون للتميز قبل الانتقال إلى أرسنال.

### لندن بيس
في يناير 2014، غادرت برايتون وهوف ألبيون، من أجل اللعب على مستوى أعلى. عادت إلى لندن وانضمت إلى لندن بيس لفترة قصيرة. وسجلت الهدف الأول للنادي في كأس الاتحاد الإنجليزي للسيدات ضد نادي ليدز يونايتد.

### ميلوال ليونيس
غادرت لندن بعد فترة قصيرة جدًا للانضمام إلى ميلوال ليونيس لمدة موسم. وبصفتها هدافة الفريق لعام 2014، مددت عقدها لمدة عام آخر في نهاية الموسم.

### العودة إلى برايتون وهوف ألبيون
وبعد غياب لمدة عامين، عادت ليلي للانضمام إلى نادي مسقط رأسها في عام 2015. خلال هذه الفترة، ساعدت النادي في الصعود، بعد فوزه في بطولة الدوري الإنجليزي الممتاز للسيدات.

### نادي كارديف ميتروبوليتان
لعبت لنادي كارديف ميت، وخلال دوري أبطال أوروبا للسيدات 2016–17، سجلت هدفين ضد سبارتاك سوبوتيكا.

### بريستول سيتي
انتقلت إلى فريق الدوري الممتاز للسيدات فريق بريستول سيتي في يناير 2017، أوقفت مسيرتها التعليمية مؤقتًا من أجل الانضمام إلى ناديها الجديد على أساس التفرغ. يعد الانتقال إلى الدرجة الأولى في إنجلترا أمرًا وصفته بأنه أحد أعظم إنجازاتها المهنية. شاركت في ثلاث مباريات فقط، وسجلت هدفًا واحدًا.

### آينتراخت فرانكفورت
في أغسطس 2017، انتقلت إلى الدوري الألماني للانضمام إلى آينتراخت فرانكفورت، بعد تجربتها الناجحة. في ذلك الوقت، كانت اللاعبة البريطانية الوحيدة التي تلعب في ألمانيا وكان يُنظر إليها على أنها خطوة للأمام في مسيرتها المهنية. فاز نادي فرانكفورت بسبعة ألقاب في الدوري الألماني وثمانية كؤوس ألمانية ودوري أبطال أوروبا في أربع مناسبات. استمتعت باللعب في ألمانيا، مشيدةً باحترافية النادي والقدرة التنافسية للدوري الألماني. في موسمها الوحيد في ألمانيا، حصل النادي على المركز السادس. شاركت في 13 مباراة فقط، منها تسع مباريات شاركت فيها كبديلة. وجاء هدفها الوحيد أمام نادي فرايبورغ.

### تشارلتون
بعد فترة قصيرة في ألمانيا، انضمت إلى تشارلتون، وشاركت في ست مباريات وسجلت هدفين.

### لندن سيتي ليونيس
انضمت لاحقًا إلى نادي لندن سيتي ليونيس، قبل موسم 2019-20. وبسبب إصابتها بكسر في الساق أمام ريدينغ في مباراة ودية قبل الموسم، فقد غابت عن موسم ظهورها الأول بالكامل في النادي. عادت إلى اللعب في موسم 2020-21 ضد شيفيلد يونايتد. وشاركت في أحد عشر مباراة في ذلك الموسم، وحصلت على ثلاث جوائز لأفضل لاعبة في المباراة، مسجلة هدفها الوحيد في مرمى ليستر سيتي البطل. بعد اختتام موسم بطولة الاتحاد الإنجليزي للسيدات 2022-23، غادرت فريق النادي.

### برمنغهام سيتي
في 19 أغسطس 2023، وقعت عقداً مع نادي برمنغهام لمدة عام واحد.

## مهنة دولية
في 19 يونيو 2022، ظهرت لأول مرة مع منتخب أيرلندا للسيدات في مباراة ودية ضد الفلبين في أنطاليا. احتفلت بهذه المناسبة بتسجيلها هدف الفوز الوحيد 1-0. سبق أن مثلت إنجلترا حتى مستوى تحت 19 عامًا، لكنها غيرت ولاءها لأيرلندا، وكانت مؤهلة للعب في أيرلندا نظرًا لكون جدتها بريدا جرين من مقاطعة كورك، ولكن ثبت أن عملية الحصول على الجنسية وتغيير أهليتها لكرة القدم كانت طويلة، وتأخرت عدة مرات بسبب وباء كوفيد -19 في جمهورية أيرلندا.
في 1 سبتمبر 2022، اختيرت كأفضل لاعبة في المباراة في تصفيات كأس العالم للسيدات 2023 ضد فنلندا في ملعب تالاغت، دخلت الملعب كبديلة في الشوط الأول للمصابة روشا ليتلجون، لتسجل هدف الفوز الوحيد برأسية منها، الذي ضمن مقعداً لأيرلندا في تصفيات كأس العالم للسيدات 2023 - تصفيات الاتحاد الأوروبي لكرة القدم.

### المشاركات الدولية
| الفريق الوطني   | سنة     | الظهور | الأهداف |
| --------------- | ------- | ------ | ------- |
| جمهورية ايرلندا | 2022    | 6      | 2       |
| جمهورية ايرلندا | 2023    | 5      | 1       |
| المجموع         | المجموع | 11     | 3       |

### الأهداف الدولية
| ت | تاريخ          | مكان                                      | الخصم   | الأهداف | نتيجة | مسابقة                               | مراجع  |
| - | -------------- | ----------------------------------------- | ------- | ------- | ----- | ------------------------------------ | ------ |
| 1 | 19 يونيو 2022  | فندق بيليس المركز الرياضي، أنطاليا، تركيا | الفلبين | 1-0     | 1-0   | ودي                                  | [ 31 ] |
| 2 | 1 سبتمبر 2022  | ملعب تالاغت ، دبلن ، أيرلندا              | فنلندا  | 1-0     | 1-0   | تصفيات كأس العالم للسيدات 2023       | [ 32 ] |
| 3 | 24 سبتمبر 2023 | ملعب أفيفا ، دبلن، أيرلندا                | فنلندا  | 3-0     | 3-0   | دوري الأمم الأوروبية للسيدات 2023-24 | [ 33 ] |

## روابط خارجية
- ليلي آغ على موقع الاتحاد الأوربي (الإنجليزية)
- ليلي آغ على موقع قاعدة بيانات كرة القدم.إي يو (الإنجليزية)
- ليلي آغ على موقع Soccerway.com (الإنجليزية)
- ليلي آغ على موقع عالم كرة القدم.نت (الإنجليزية)